# ريكاردو بيريز (ملاكم)
ريكاردو بيريز (بالإسبانية: Ricardo Perez)‏ (15 يونيو 1991 - ) هو ملاكم مكسيكي.

## إحصائيات
خاض خلال مسيرته 12 نزالا، فاز في 10 وخسر في 2. فاز بالضربة القاضية في 8 نزالات.

## روابط خارجية
- ريكاردو بيريز (ملاكم) على موقع بوكس ريك (الإنجليزية) (registration required)